# 日産・IMx
日産・IMxは、日産自動車が発表したクロスオーバーSUV型のコンセプトカーである。本記事では2017年に発表されたコンセプトカーと、2018年に発表されたIMx KURO（サムネイル画像の車両）についても解説する。

## 2017年コンセプト
初公開は2017年の東京モーターショー。「日産・インテリジェントモビリティ」と電気自動車の近い将来を見据えたモデルであり、内外装ともに日本伝統の美学に影響された、流麗かつシンプルでありながらダイナミックなデザインが特徴である。内装に取り囲むようにして配されている木目調パネルは、ディスプレイとしての機能を備える。また、観音開きのドアを採用している。
前後に出力160 kWのモーターを2機搭載している。1回の充電での最大航続距離は600 km以上。内蔵されている大容量バッテリーを利用して、非常時の電源としてはもちろん、仮想発電所としての機能も可能である。
自動運転レベル2に相当する従来の「プロパイロット」をさらに進化させた、レベル5にあたる自動運転システムを内蔵している。「プロパイロットドライブモード」を起動するとステアリングホイールが格納され、シートが深くリクライニングし、搭乗者全員がリラックスした状態で移動できる。その間は完全に自動運転状態となる。一方、「マニュアルドライブモード」を選択すると、ステアリングホイールが出現し、シートが適したドライビングポジションに調整される。

日産・IMx
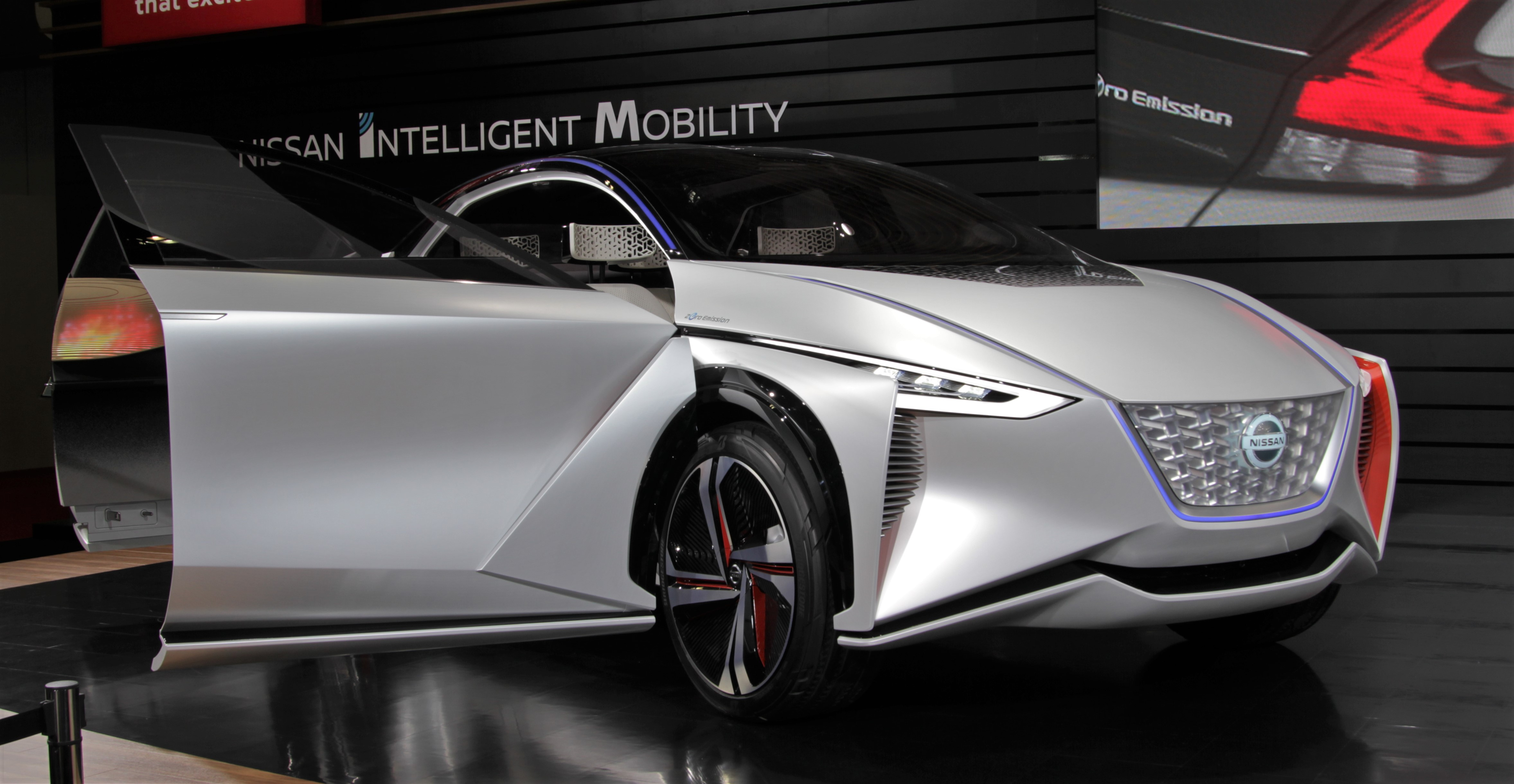
フロント
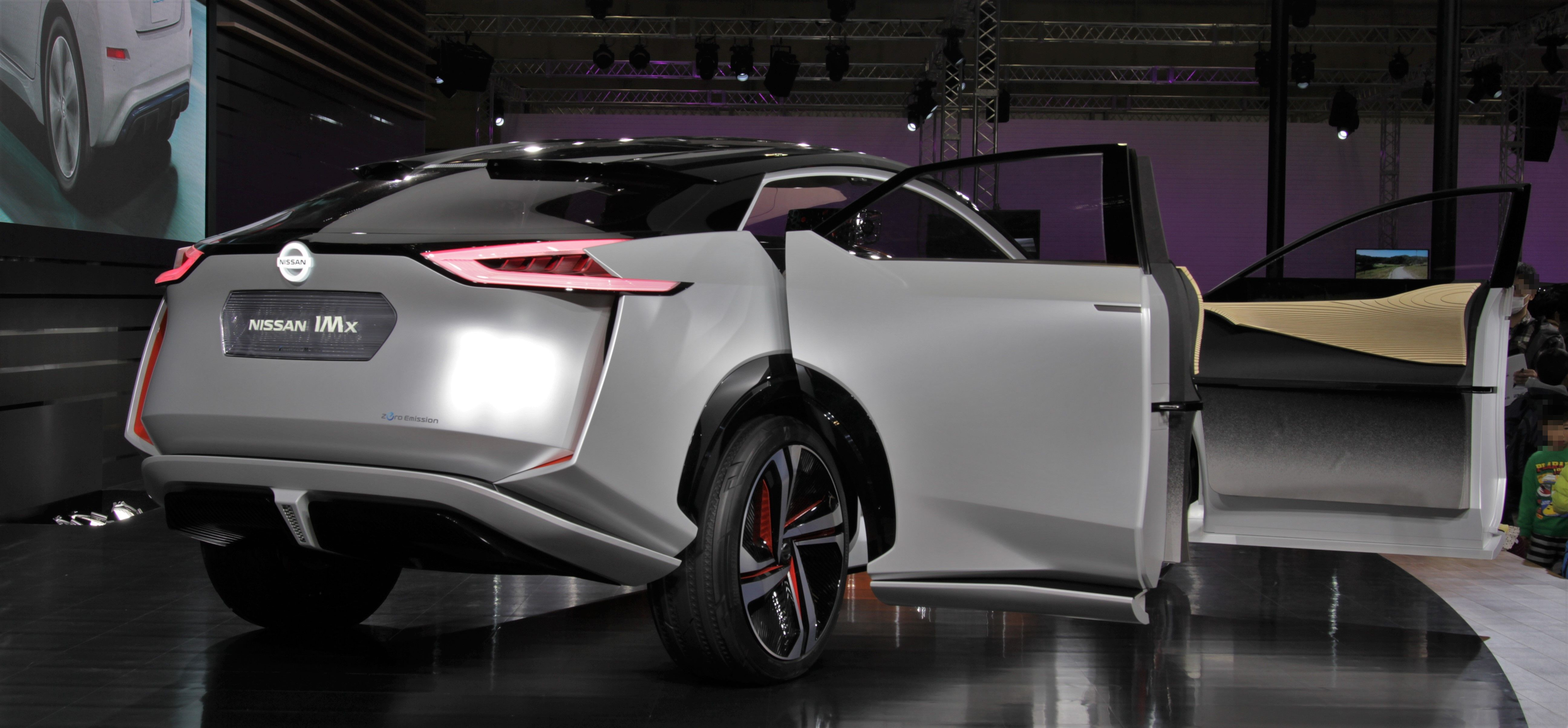
リア

## 2018年コンセプト（IMx KURO）
2018年、ジュネーブモーターショーにて装いを新たにして登場したコンセプトカーは、「IMx KURO」として登場した。2017年コンセプトと比べると、フロントの表面が平らでシンプルなデザインになったほか、ホイールとトリムをブラックに仕上げ、ボディーカラーが「ダークスモーキーグレー」に変更された。
IMx KUROにはBrain to Vehicle（B2V）技術が搭載されていて、脳波を読み取ることでマシン自体が自動的に運転アシストの調整を行う。
このスタイリングとホイールのデザインは、後に「日産・アリア」のデザインに影響を与えている。

## 受賞歴
- iFデザイン賞（ドイツ、2018年）[8]